# Krecsányi Ignác
Krecsányi Ignác (Margitta, 1844. március 31. – Budapest, 1923. december 13.) színész, színigazgató. Nővére Krecsányi Sarolta operett-énekesnő, húga Krecsányi Katalin színművésznő, énekesnő, színigazgató, öccse Krecsányi Kálmán budapesti rendőrfőkapitány-helyettes, nevelt leánya Krecsányi Veron színésznő.

## Élete
Krecsányi Ignác 1844. március 31-én született, Margittán. Színészi pályáját 1863-ban a Budai Népszínházban, Molnár Györgynél kezdte. 1868-1873 között az Athenaeum Nyomdánál mint korrektor és revizor dolgozott.
1873-ban lett színigazgató. Nemzetiségi és kétnyelvű városokban játszott, főbb állomásai Pozsony, Fiume, Kassa, Temesvár, Debrecen, Arad és Buda voltak; főleg a Felvidéken, Erdélyben, Kárpátalján és a Délvidéken.
1875-ben feleségül vette Kiss Veront, (Arad, 1855. szeptember 8. – Budapest, 1936. november 15.) aki népszínmű-énekesnő volt, és 1873-tól szerepelt Krecsányi Ignácnál és 1883-ban Budán, a Krisztinavárosi Színkörben tartotta az első sikeres nyári évadot.
Rátermett direktor volt, kitűnő érzékkel rendelkezett, felkarolta és szerződtette a fiatal tehetségeket.

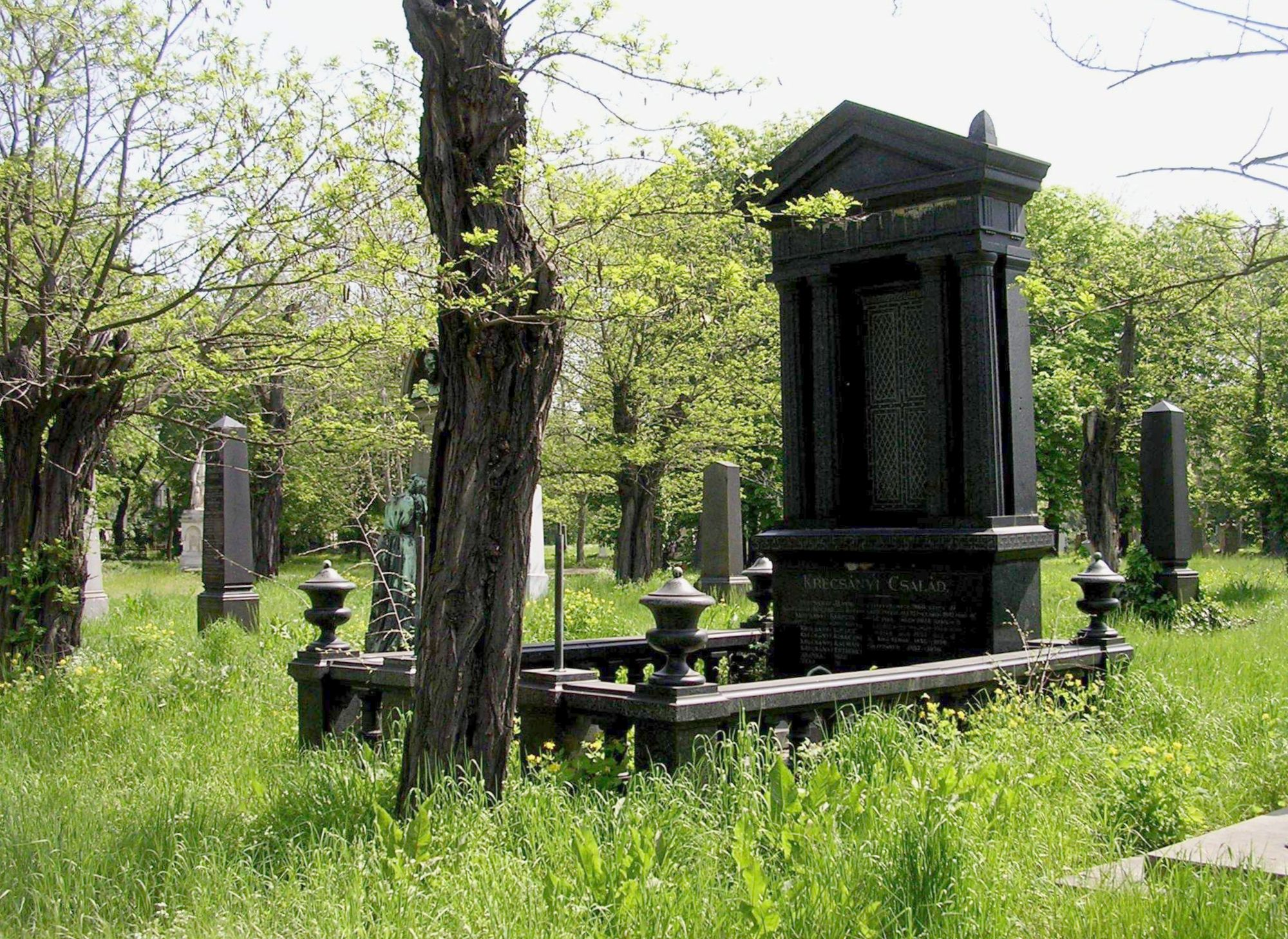
A család sírja a Fiumei úti sírkertben (9/2-1-39/40)

Az ő társulatánál kezdett Somló Sándor, Beregi Oszkár, Medgyaszay Vilma, Környey Béla is; Anday Blanka egy időben ugyancsak az ő társulatát erősítette. 
Shakespeare-től Ibsenig és Hauptmannig, klasszikus és modern szerzők egyaránt szerepeltek műsorában, repertoárjába tartozott nemcsak a Bánk Bán, de Az ember tragédiája is. Különösen nevezetes volt 1903-ban Gorkij: Éjjeli menedékhely című drámájának ősbemutatója a Budai Színkörben.
Operaelőadásokat is rendszeresen tartott, Wagner műveit (Tannhäuser, Lohengrin, A bolygó hollandi) vidéken ő mutatta be először.
1914-ben fejezte be elismert, sikeres pályáját, Budapesten, 1923. december 13-án érte a halál.
Végső nyugalomra a Németvölgyi temetőben lévő családi sírboltba helyezték. Az 1960-as évek elején az akkor Kerepesi úti temetőbe a 9/2. és a 34/2. számú parcellába átkerült néhány sír a Németvölgyi temetőből, így a Krecsányi család sírboltja is.

## Főbb szerepei
- Rákóczi (Szigligeti Ede: II. Rákóczi Ferenc fogsága)
- Iskarioth (Váradi A.)
- Dózsa (Jókai Mór), Viola (Szigeti J.)

## Főbb munkái
- A magyar színészet térfoglalása Budán 1883-ban (Temesvár, 1910)
- Régi dolgok – régi színészetről (Temesvár, 1914)

## Működési adatok
- 1864: Szilágyi Béla társulatánál
- 1865: Latabár Endre társulatánál
- 1866: Sátoraljaújhely, Miskolc
- 1867: Budai Népszínház
- 1868: Aradi Gerő társulatánál

## Igazgatóként
- 1873: Kecskemét
- 1874: Szatmár
- 1875: Máramaros
- 1876: Miskolc
- 1877–1879: Szabadka
- 1879–1881: Kassa
- 1881–1885: Debrecen
- 1885–1888: Arad, Nagyvárad
- 1888–1899: Temesvár, Pozsony, Buda
- 1899–1902: Szeged, Hódmezővásárhely, Fiume
- 1902–1914: Temesvár, Buda

## Galéria

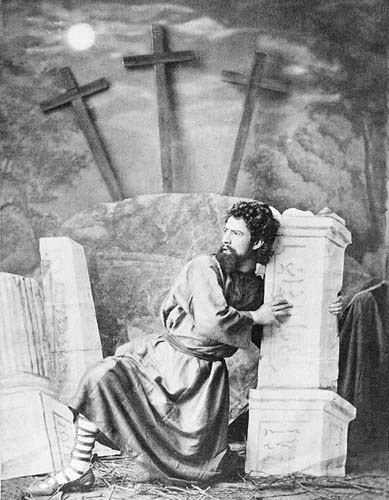
Váradi Antal: Iskarioth. Nemzeti Színház, 1877. Krecsányi Ignác (Iskarioth)
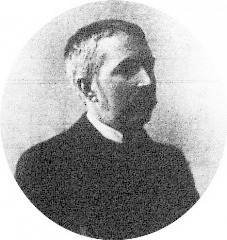
Krecsányi Kálmán
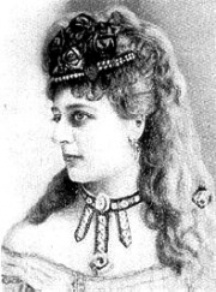
Krecsányi Sarolta
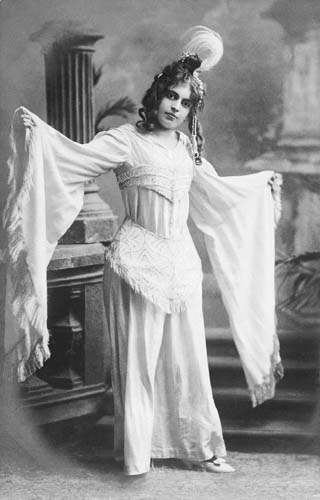
Krecsányi Vera